# 浦分漁港
浦分漁港（うらわけぎょこう）は、高知県高岡郡四万十町興津にある漁港。
シイラまき網漁師の多い集落で、4月〜11月の間は漁船の半数以上がシイラを捕っている（約20隻）。5月〜11月は土佐湾に各漁師専用の浮魚礁を設置し、日々その浮魚礁でシイラを捕り、生計を経てている。（高知県では手結漁港にもシイラ漁師がいる）